# Falkenstein (Oedheim)
Falkenstein (bis 1847: Ritterhof oder  Gut Neuhof) ist ein Weiler, der heute zur Gemeinde Oedheim im Landkreis Heilbronn in Baden-Württemberg gehört. Früher befanden sich auf Falkensteiner Gemarkung ein römischer Gutshof (villa rustica) und später eine Burg- oder Schlossanlage. Bereits vor 1826 experimentierte Georg Christian Kessler hier mit heimischen Weinen, um aus diesen moussierenden Wein "nach Champagner Art" – der heutige Begriff ist Sekt – zu erzeugen.

## Geschichte
Spuren einer römischen Besiedlung der Gegend um Falkenstein konnten erstmals bei Ausgrabungen in den Jahren 1864 und 1865 im heutigen Gewann Gaißbusch nachgewiesen werden, bei denen die Grundmauern eines Gutshofs freigelegt wurden. Eine mittelalterliche Burg- oder Schlossanlage ist durch Urkunden aus dem 10. Jahrhundert bekannt, ohne dass bis heute die genaue Lage der Anlage ausfindig gemacht werden konnte. Möglicherweise wurde sie bereits während der Ungarneinfälle im 10. Jahrhundert zerstört. Vom Geschlecht derer von Falkenstein ist bekannt, dass sich einst ein Hans von Falkenstein eine Fehde mit einem Hinz von Ahlhausen lieferte.
Danach finden sich erst wieder aus dem 15. Jahrhundert Belege über die Markung, die sich nun in Besitz des Deutschen Ordens befand und auf der sich nun verschiedene Gehöfte, aber kein Schloss befanden. Während des Bauernkriegs im 16. Jahrhundert wurden diese aufgegeben, und die Felder lagen brach, bis die Kurmainzer Hofmeisterei in Billigheim das Land kaufte. Hofmeister Winterheld regelte die Grenzen neu und verpachtete die Äcker an Oedheimer und Hagenbacher Bauern. Die Mainzer Herrschaft dauerte nicht lange an: Am 15. März 1705 verkaufte Kurmainz Land und die Güter an den Keller von Stein, den Schwager des Billigheimer Hofmeisters. Die hohe und die niedere Gerichtsbarkeit fielen an die Herren von Gemmingen-Presteneck.
1733 befand sich der Neuhof im Besitz eines Herren von Faber, seines Zeichens ehemaliger polnischer Dragoner-Oberwachtmeister. Weitere überlieferte Besitzer sind das Kloster Schöntal, 1750 Friedrich Ernst vom Süchteln, die Herren von Gemmingen-Bürg und 1769 Georg David Jäger, der Syndikus des Ritterkantons Odenwald.
1789 pachtete die Reichsstadt Heilbronn den Neuhof und richtete hier eine Bierbrauerei ein, deren Quelle und Keller heute noch vorhanden sind. 1809 erwarb der Organist und Heilbronner Stadtgerichtsassessor Wilhelm Kessler den Neuhof von der Stadt Heilbronn. Über Kesslers Tochter Christiane Louise Strölin und ihren Gatten kam der Neuhof 1820 an deren Bruder, den Kaufmann Georg Christian Kessler. Dieser erwarb den Neuhof zunächst für das Champagnerhaus Veuve Clicquot-Ponsardin in Reims, dessen Teilhaber er war. Nach seiner Rückkehr nach Deutschland im Jahr 1826 ging das Gut in sein persönliches Vermögen über. Schon einige Jahre lang hatte Kessler hier mit der Schaumweinherstellung aus deutschen Weinen experimentiert. 1846 verlor das Gebiet seine Eigenständigkeit: Der nördliche Teil der Markung gelangte zu Untergriesheim, der südliche Teil mitsamt dem Neuhof und dem im 18. Jahrhundert zugeschlagenen Grollenhof zu Oedheim. Nach der Bauernbefreiung kam der Falkensteiner Hof 1850 in der Hand verschiedener bürgerlicher Besitzer. 1952/1953 wurde die Straße nach Oedheim befestigt; 1965 fand eine Flurbereinigung statt.